# Barbacena (Elvas)
Barbacena era una Freguesia portuguesa del municipio de Elvas, distrito de Portalegre.

## Localización
Está situada en la zona occidental del municipio, a unos 15 km de Elvas, 

## Historia
La freguesia fue vila y sede de municipio entre 1273 y principios del siglo XIX. Estaba compuesto solo por una freguesia, que en 1801 tenía 832 habitantes.
Fue suprimida el 28 de enero de 2013, en aplicación de una resolución de la Asamblea de la República portuguesa promulgada el 16 de enero de 2013 al unirse con la freguesia de Vila Fernando, formando la nueva freguesia de Barbacena e Vila Fernando.
El nombre Barbacena se puso a un municipio en el estado brasileño de Minas Gerais.

## Patrimonio
- Castillo de Barbacena.
- Castillo de Fontalva.
- Pelourinho de Barbacena.
- Sitio arqueológico do Cabeço do Torrão.

## Títulos nobiliarios asociados
- Vizconde de Barbacena.
- Conde de Barbacena.